# Castello Malatestiano (Gatteo)
Il castello Malatestiano è una fortezza edificata per la difesa urbana della città di Gatteo.

## Storia

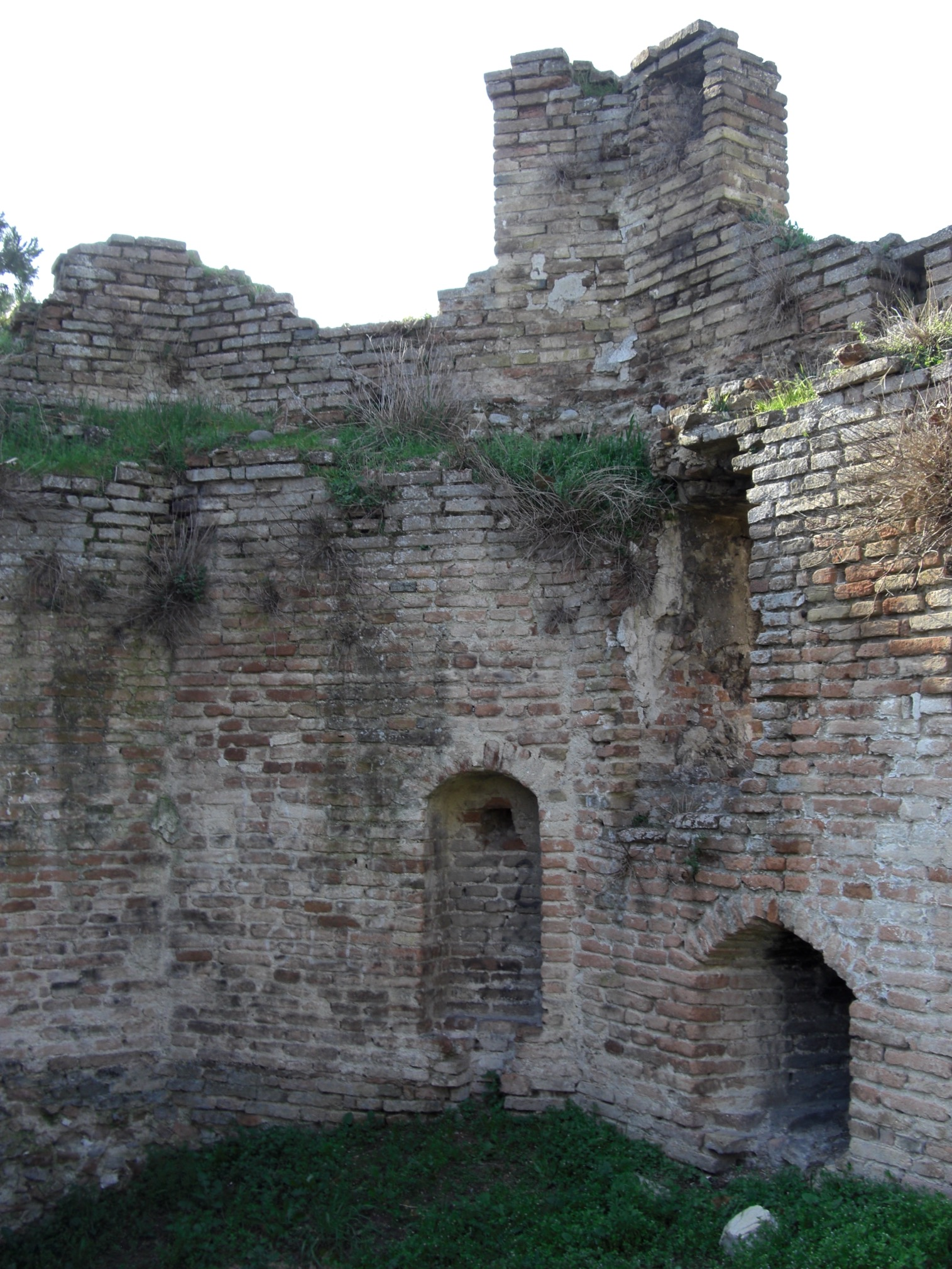
Interno della cinta muraria nel 2016

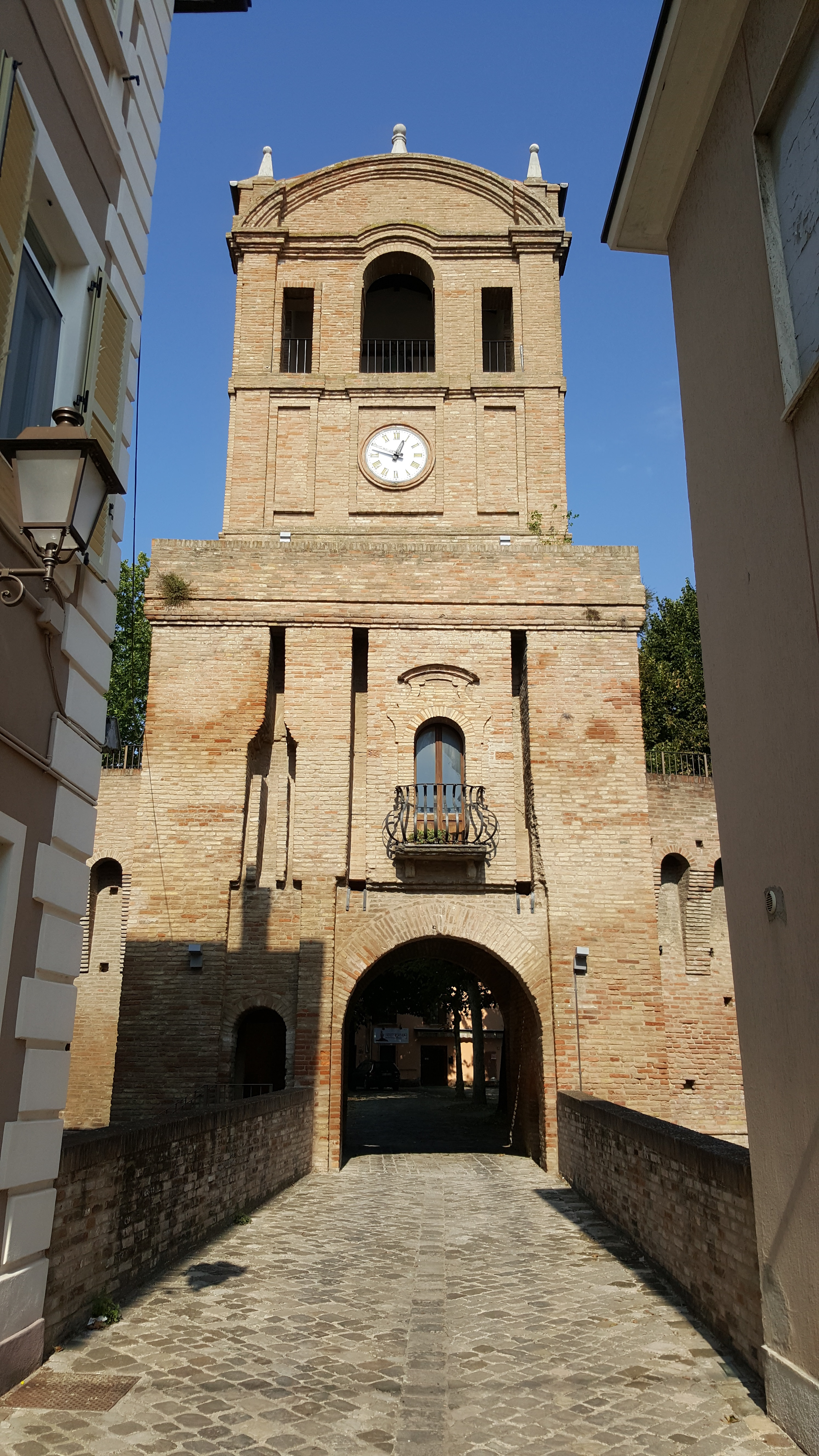
Torrione del castello con orologio e ponte di accesso

La fortezza venne edificata attorno al XIII secolo e divenne uno dei domini della famiglia Malatesta.

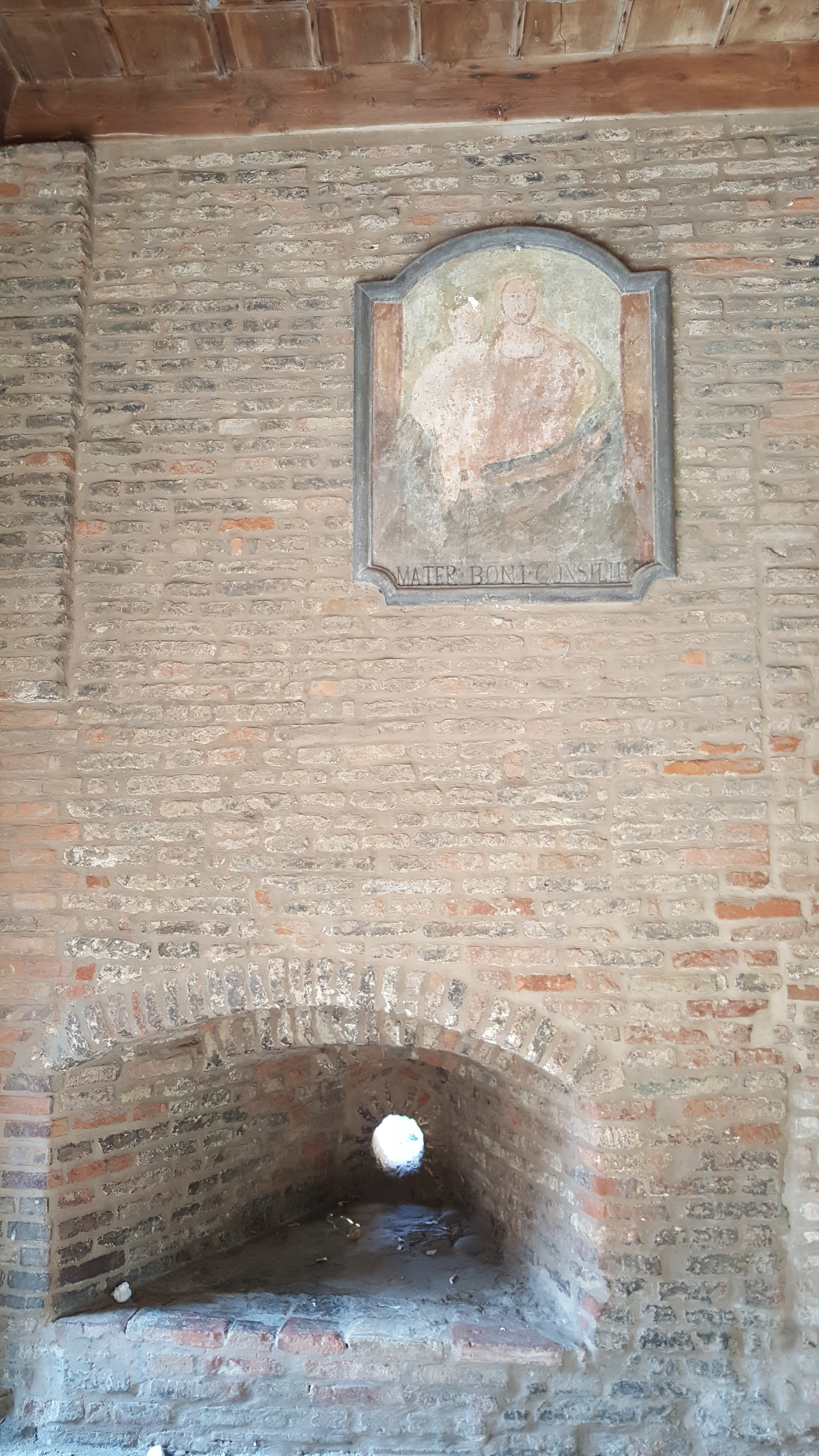
Interno della struttura fortificata con feritoia e affresco

Attorno alla seconda metà del XVIII secolo le mura originali vennero ribassate e la fossa prima piena d'acqua fu colmata di terra.
Anche il ponte levatoio mobile fu sostituito da uno fisso in pietra.
Nel 2003 si è concluso un importante ciclo di restauri che lo ha restituito alla fruizione della popolazione e alle visite turistiche.
Da quando la struttura è stata restituita alla comunità la corte interna del castello si impiega per la festa del patrono San Lorenzo, al quale è dedicata anche la locale parrocchiale la chiesa di San Lorenzo Martire.

## Descrizione
La struttura ha pianta quasi a quadrilatero con cinque baluardi e una torre. È circondato da un fossato; originariamente il ponte levatoio si trovava a oriente, difeso dalla torre quadrata dalla quale partivano le travi per il sollevamento.